# نيك بوليتيري
نيكول جيمس بوليتيري (بالإنجليزية: Nick Bollettieri)‏ هو مدرب كرة مضرب أمريكي أبدع وصنع العديد من أبطال العالم، بما فيهم أندريه أغاسي وجيم كورير وماري بيرس. عمل مؤخرا مع بطولة أمريكا المفتوحة 2006 إيلينا يانكوفيتش وماريا شارابوفا ونيكول فايديسوفا.

## روابط خارجية
- نيك بوليتيري على موقع قاعة مشاهير كرة المضرب الدولية (الإنجليزية)
- نيك بوليتيري على موقع قاعة فلوريدا للمشاهير الرياضية (الإنجليزية)